# Artiskok
Artiskok (Cynara scolymus) er en urt, der dels anvendes som prydplante, dels som grøntsag.

## Beskrivelse
Artiskok er en opretvoksende, tidselagtig staude med kraftig, furet stængel og store blade. Bladene sidder spredt op ad stænglen, og de er fligede med mørkegrøn overside og grågrøn underside. På alle fremspring langs bladranden sidder der torne. Blomsterne er samlet i endestillede kurve. De rørformede enkeltblomster er blåviolette. Planten modner sjældent frø i Danmark.
Rodnettet består af en kraftig og dybtgående pælerod, som bærer talrige siderødder. Planten overvintrer kun under beskyttede forhold her i landet.
Højde x bredde og årlig tilvækst: 1,50 x 0,75 (150 x 75 cm/år).

## Hjemsted
Plantens præcise hjemsted kendes ikke, men da den har været i dyrkning siden agerbrugets opståen, må den formodes at høre hjemme i den frugtbare halvmåne i Mellemøsten. Det passer også godt med alle træk i dens nichekrav: Tørke, veldrænet jord og masser af sol.

## Anvendelse
Foruden som prydstaude bruges plantens uudsprungne blomsterhoveder som grøntsag.